# Meikaas
Meikaas is een verse witte kaas die enkele dagen tot een week oud is. Meikaas kan ook wel gezien worden als de eerste kaas na de winter, als de koeien net in de wei lopen en vers voorjaarsgras eten. Iets rijpere kaas wordt graskaas genoemd. Kaas uit de winterperiode noemt men hooikaas.

## Traditionele meikaas
Meikaas is eigenlijk witte, nog slappe wrongel die maar enkele uren was geperst. Traditionele meikaas wordt gemaakt zonder dierlijk stremsel en kan daardoor gebruikt worden in een kosjere joodse (melk)keuken. De meikaas was daarom erg populair onder de Joodse bevolking in Amsterdam. Voor de Tweede Wereldoorlog was de meikaas vaak verkrijgbaar in diverse kaaswinkels en boerenwinkels. Een tijdje was echte meikaas alleen op bestelling verkrijgbaar of bij bepaalde winkels. Sinds enkele jaren is Meikaas weer bij veel kaaswinkel te koop in Amsterdam. Zonder koeling is de kaas niet lang houdbaar.

## Productieproces (bij gebruik van stremsel)
De melk wordt verwarmd tot 29 graden Celsius. Dan gaat er eerst zuursel bij, na een half uur het stremsel. Dit stremsel wordt gemaakt van de lebmaag van pasgeboren kalveren, maar er bestaat tegenwoordig ook microbieel stremsel gemaakt afkomstig van schimmels of bacteriën. Als microbieel stremsel gebruikt wordt, kan kaas vegetarisch genoemd worden. Als de melk gestremd is, wordt het wrongel. Nu wordt er een deel van de wei afgeschept. Er gaat twee keer heet water bij, en weer wordt er wei afgeschept. Na een korte rusttijd wordt de wrongel in een kaasvorm gedaan en goed aangeduwd. Omgekeerd op het deksel lekt de kaas vijf minuten uit, dan wordt de kaas uit de vorm gehaald en er ondersteboven weer in gedaan. Vervolgens gaat de kaas in de pers, eerst met half gewicht. Na enkele uren wordt de kaas weer gekeerd en wordt de kaas zwaarder geperst. Na persing wordt de kaas binnen 24 uur gerijpt. Daarna is de kaas klaar voor consumptie.